# Fritz Pregl
Fritz (Friderik) Pregl, född 3 september 1869 i Ljubljana, död 13 december 1930 i Graz, var en österrikisk kemist. Han skapade metoder som gjorde det möjligt att framställa exakta medicinska kemiska analyser med hjälp av ringa mängder av ett organiskt ämne. Han tilldelades 1923 Nobelpriset i kemi "för utvecklingen av mikroanalysen med organiska substanser".

## Biografi
Pregl, vars far var av slovensk börd, blev medicine doktor 1893 vid universitetet i Graz, där han samtidigt var anställd som assistent i fysiologi och 1904 blev extraordinarie samt 1913 ordinarie professor i medicinsk kemi (åren 1910–13 var han professor i fysiologisk kemi i Innsbruck). Han var tillika föreståndare för det medicinsk-kemiska universitetsinstitutet. På inbjudan av Kemiska sällskapet höll Pregl i Stockholm 1921 föreläsningar om sina mikrokemiska analysmetoder.
Pregls tidigare arbeten berör olika delar av den fysiologiska kemin såsom matsmältningen och spjälkning av proteiner. Men redan under vistelsen i Innsbruck påbörjade han utarbetandet av de subtila metoder för kvantitativ organisk mikroanalys, som han sedermera utvecklade till allt större fulländning och för vilka han 1923 erhöll Nobelpriset i kemi.
Pregl gjorde sig även känd genom undersökningar över de antiseptiska egenskaperna hos jodlösningar. En sådan, med 0,035-0,04 % fri jod, som fick namnet preglin, visade så utmärkt antiseptisk verkan, att den under första världskriget användes på ett sätt, som liknade bruket av Dakins lösning.